# The Buffet
"The Buffet" é o décimo terceiro álbum de estúdio do cantor R&B contemporâneo estadunidense R. Kelly. Tem lançamento programado para 11 de dezembro de 2015 pela editora discográfica RCA Records. O álbum conta com participações de especiais de Lil Wayne, Jhene Aiko, Ty Dolla $ign, Jeremih, Juicy J, e Tinashe.

## Histórico de lançamento
| País           | Data                   | Versão(s)                                                  | Gravadora |
| -------------- | ---------------------- | ---------------------------------------------------------- | --------- |
| Estados Unidos | 11 de dezembro de 2015 | Padrão(CD, Digital Download) deluxe (CD, Digital Download) | RCA, Sony |